# Cyrille Aimée
Cyrille Aimée Daudel (Samois-sur-Seine, 10 agosto 1984) è una cantante francese.

## Biografia
Nata da padre francese e madre dominicana, Cyrille Aimée ha vinto il Montreux Jazz Festival Competition nel 2007 ed è stata finalista del Thelonious Monk International Jazz Competition nel 2010. Due anni più tardi ha vinto il Sarah Vaughan International Jazz Competition ed è stata descritta dal New York Times come un incrocio tra Michael Jackson e Sarah Vaughan. Nel 2014 ha preso parte allo spettacolo teatrale Cafe Society Swing, mentre nel 2016 ha partecipato al festival Jazz in Marciac.
Nel 2019 ha pubblicato l'album Move On: A Sondheim Adventure, nel quale ha realizzato cover di brani composti da Stephen Sondheim. La reinterpretazione di Marry Me a Little ha conferito alla cantante la sua prima candidatura al Grammy Award.

## Discografia

### Album in studio
- 2008 – The Surreal Band
- 2009 – Smile (con Diego Figueiredo)
- 2010 – Just the Two of Us (con Diego Figueiredo)
- 2013 – Burstin' Out! (Chicago Jazz Orchestra feat. Cyrille Aimée)
- 2014 – It's a Good Day
- 2016 – Let's Get Lost
- 2019 – Move On: A Sondheim Adventure
- 2021 – I'll Be Seeing You (con Michael Valeanu)

### Album dal vivo
- 2010 – Live at Small's
- 2011 – Cyrille Aimée & Friends (Live at Smalls)
- 2013 – Live at Birdland
- 2018 – Cyrille Aimée (Live)

### Singoli

#### Come artista principale
- 2016 – Suis-moi (con Nataly Dawn)
- 2017 – All I Want for Christmas Is You (con Nataly Dawn)

#### Come artista ospite
- 2017 – Long Meadow Vine (The Wine Song) (Nicole Zuraitis feat. Cyrille Aimée e Thana Alexa)
- 2020 – En el último trago (Leonel García feat. Cyrille Aimée)
- 2021 – Faut oublier (Pomplamoose feat. Cyrille Aimée)